# 彰化縣彰化市民代表會
彰化縣彰化市民代表會是中華民國彰化縣彰化市的最高民意機關，位於彰化縣彰化市民生路255號3樓。

## 選區市民代表
彰化市民代表為公民直選，共劃分4個選區，共有24席，當屆第19屆彰化市民代表任期由2018年12月25日到2022年12月25日止。各區應選市民代表人數：
- 第一選區(南區)：（7席）
延平里、建寶里、光南里、南瑤里、華陽里、永生里、南興里、介壽里、成功里、延和里、桃源里、大同里、彰安里、東興里、福安里、西安里及華北里
- 第二選區(西區)：（6席）
崙平里、莿桐里、民權里、五權里、西勢里、南美里、平和里、西興里、忠孝里、向陽里、磚磘里、萬壽里、忠權里、南安里、富貴里、東芳里、長樂里及中央里
- 第三選區(北區)：（4席）
新興里、陽明里、信義里、萬安里、中正里、光華里、下廍里、民生里、中山里、卦山里、興北里、光復里、龍山里、文化里、新華里及永福里
- 第四選區(東區)：（7席）
阿夷里、和調里、竹中里、三村里、福山里、香山里、福田里、茄苳里、古夷里、石牌里、竹巷里、台鳳里、中庄里、快官里、田中里、大竹里、國聖里、安溪里、牛埔里、茄南里、寶廍里及復興里

| 選區           | 政黨       | 姓名   | 備註   |
| -------------- | ---------- | ------ | ------ |
| 第一選區(南區) | 無黨籍     | 陳文賓 | 主席   |
| 第一選區(南區) | 無黨籍     | 林大傑 |        |
| 第一選區(南區) | 民主進步黨 | 楊雅鈞 |        |
| 第一選區(南區) | 民主進步黨 | 江炳輝 |        |
| 第一選區(南區) | 中國國民黨 | 薛志彬 |        |
| 第一選區(南區) | 中國國民黨 | 胡再和 |        |
| 第一選區(南區) | 中國國民黨 | 黃稜茹 |        |
| 第二選區(西區) | 中國國民黨 | 戴秋雲 |        |
| 第二選區(西區) | 民主進步黨 | 屈炳秋 |        |
| 第二選區(西區) | 民主進步黨 | 周平   |        |
| 第二選區(西區) | 無黨籍     | 王世烈 |        |
| 第二選區(西區) | 無黨籍     | 高龍奎 |        |
| 第二選區(西區) | 無黨籍     | 鐘芮妤 |        |
| 第三選區(北區) | 中國國民黨 | 葉永清 |        |
| 第三選區(北區) | 中國國民黨 | 吳馬劦 |        |
| 第三選區(北區) | 無黨籍     | 吳淑敏 |        |
| 第三選區(北區) | 無黨籍     | 楊玉山 |        |
| 第四選區(東區) | 無黨籍     | 鄭清龍 | 副主席 |
| 第四選區(東區) | 無黨籍     | 林深山 |        |
| 第四選區(東區) | 民主進步黨 | 林榮堯 |        |
| 第四選區(東區) | 無黨籍     | 林明賢 |        |
| 第四選區(東區) | 無黨籍     | 宋玅女 |        |
| 第四選區(東區) | 中國國民黨 | 張育彬 |        |
| 第四選區(東區) | 中國國民黨 | 韓德生 |        |

## 歷任正副主席
| 屆別     | 任期           | 任期           | 主席   | 主席 | 副主席     | 副主席     | 備註 |
| 屆別     | 起             | 迄             | 姓名   | 黨籍 | 姓名       | 黨籍       | 備註 |
| -------- | -------------- | -------------- | ------ | ---- | ---------- | ---------- | ---- |
| 第一屆   | 1952年1月21日  | 1954年1月20日  | 林炳煌 |      | 不設副主席 | 不設副主席 |      |
| 第二屆   | 1954年1月21日  | 1956年1月20日  | 林炳煌 |      | 不設副主席 | 不設副主席 |      |
| 第三屆   | 1956年1月21日  | 1959年2月20日  | 林炳煌 |      | 不設副主席 | 不設副主席 |      |
| 第四屆   | 1959年2月21日  | 1962年1月20日  | 林炳煌 |      | 唐瀛松     |            |      |
| 第五屆   | 1962年1月21日  | 1965年1月20日  | 邱垂淋 |      | 黃恬安     |            |      |
| 第六屆   | 1965年1月21日  | 1968年1月20日  | 黃恬安 |      | 王紹義     |            |      |
| 第七屆   | 1968年6月1日   | 1973年5月31日  | 陳朝聰 |      | 陳萬火     |            |      |
| 第八屆   | 1973年11月1日  | 1978年10月31日 | 黃火   |      | 許雨霖     |            |      |
| 第九屆   | 1978年8月1日   | 1982年7月31日  | 陳萬火 |      | 許雨霖     |            |      |
| 第十屆   | 1982年8月1日   | 1986年7月31日  | 柯遜鎗 |      | 莊漢栢     |            |      |
| 第十一屆 | 1986年8月1日   | 1990年7月31日  | 柯遜鎗 |      | 溫國銘     |            |      |
| 第十二屆 | 1990年8月1日   | 1994年7月31日  | 溫國銘 |      | 張守鎮     |            |      |
| 第十三屆 | 1994年8月1日   | 1998年7月31日  | 張守鎮 |      | 溫由美     |            |      |
| 第十四屆 | 1998年8月1日   | 2002年7月31日  | 陳進豐 |      | 溫國銘     |            |      |
| 第十五屆 | 2002年8月1日   | 2006年7月31日  | 邱海   |      | 陳進豐     |            |      |
| 第十六屆 | 2006年8月1日   | 2010年7月31日  | 楊文昌 |      | 林士聖     |            |      |
| 第十七屆 | 2010年8月1日   | 2014年12月25日 | 楊惟欽 |      | 林士聖     |            |      |
| 第十八屆 | 2014年12月25日 | 2018年12月25日 | 楊惟欽 |      | 陳文賓     |            |      |
| 第十九屆 | 2018年12月25日 | 2022年12月25日 | 陳文賓 |      | 鄭清龍     |            |      |

## 外部連結
- 彰化縣彰化市民代表會 （页面存档备份，存于）